# U995 (潜水艦)
|          |                                                                                          |
| 艦歴     |                                                                                          |
| 発注     | 1941年10月14日                                                                           |
| 起工     | 1942年11月25日                                                                           |
| 進水     | 1943年7月23日                                                                            |
| 就役     | 1943年9月16日（U995として）。1952年12月（HNoMS カウラとして）                            |
| 退役     | 1965年（HNoMS カウラとして）                                                             |
| その後   | 1945年5月8日に英国に降伏。1948年10月にノルウェーが購入。1971年10月に西ドイツで博物館船。 |
| 除籍     |                                                                                          |
| 性能諸元 |                                                                                          |
| 排水量   | 水上 769トン、水中871トン                                                                |
| 全長     | 220 ft 2 in (67.1 m)                                                                     |
| 全幅     | 20 ft 4 in (6.2 m)                                                                       |
| 吃水     | 15 ft 7 in (4.74 m)                                                                      |
| 機関     | 2 × ディーゼルエンジン 2 × 電気モーター 2軸推進                                          |
| 最大速   | 水上17.7ノット 水中7.6ノット                                                             |
| 乗員     |                                                                                          |
| 兵装     | C35 88mm/L45 甲板砲1門（砲弾220発） 魚雷発射管5門（艦首4門、艦尾1門）                    |

U-995は、ドイツのVIIC/41型潜水艦の一隻である。本艦は1942年11月25日にハンブルクのブローム・ウント・フォス社で起工され、1943年9月16日にヴァルター・ケーントップ（Walter Köhntopp）中尉の指揮の下で就役した。

## 艦歴
艦長:
- 1943年9月16日から1944年10月9日まで  ヴァルター・ケーントップ（Walter Köhntopp）中尉
- 1944年10月10日から1945年5月8日まで  ハンス＝ゲオルグ・ヘス（Hans-Georg Hess）少尉（騎士鉄十字勲章受勲者）

戦争期間中にU995は9回の哨戒を実施した。
- 1943年9月16日から1944年5月31日まで  第5潜水隊群（訓練艦）
- 1944年6月1日から1945年2月28日まで  第13潜水隊群（戦闘艦）
- 1945年3月1日から1945年5月8日まで  第14潜水隊群（戦闘艦）

U-995により撃沈された船舶：
- 3隻 GRT 1,560
- 補助軍艦1隻 GRT 633
- 軍艦1隻 105 トン
- 1隻 合計損失 GRT 7,176

戦争末期の1945年5月8日にU-995はノルウェーのトロンハイムで被弾し、英軍に降伏し、その後1948年10月にノルウェーの船主に引き渡された。1952年12月にU995はノルウェーの潜水艦「カウラ」（Kaura）となり、1965年にノルウェー海軍から退役した。その後、1ドイツマルクという象徴的な価格で西ドイツへ売却され、1971年10月にラーボエ海軍記念館（Laboe Naval Memorial）で博物館船となった。

## その他の現存するUボート
- U-505
- U-534
- U-2540

## ギャラリー

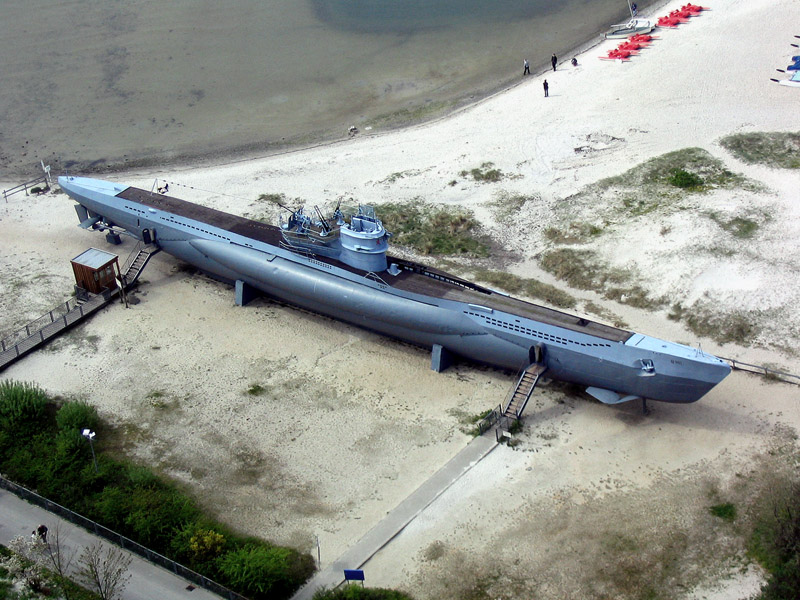
U995
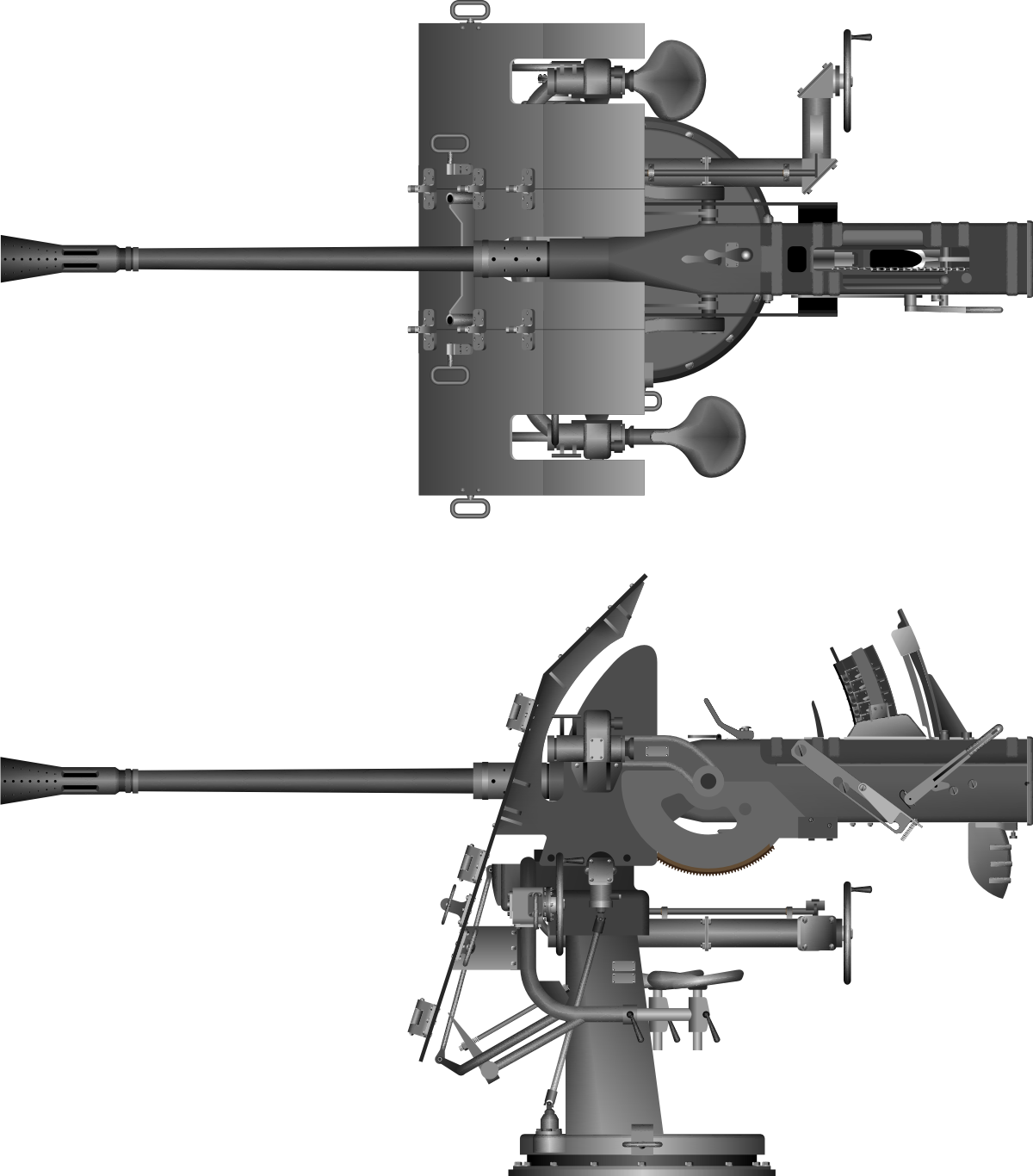
3.7 cm Flak M42
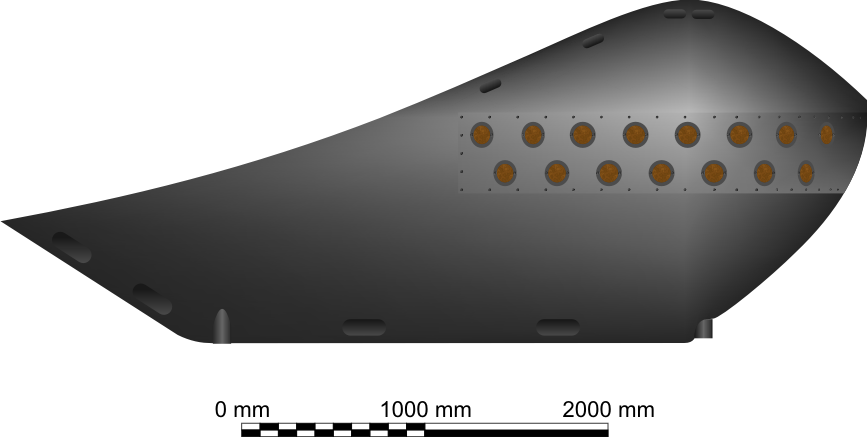
集合型聴音装置「バルコンゲレート」の外装
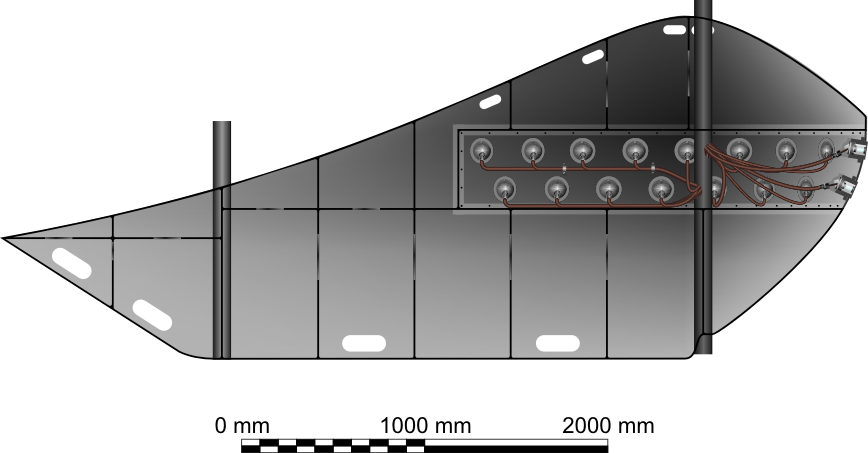
「バルコンゲレート」の内装

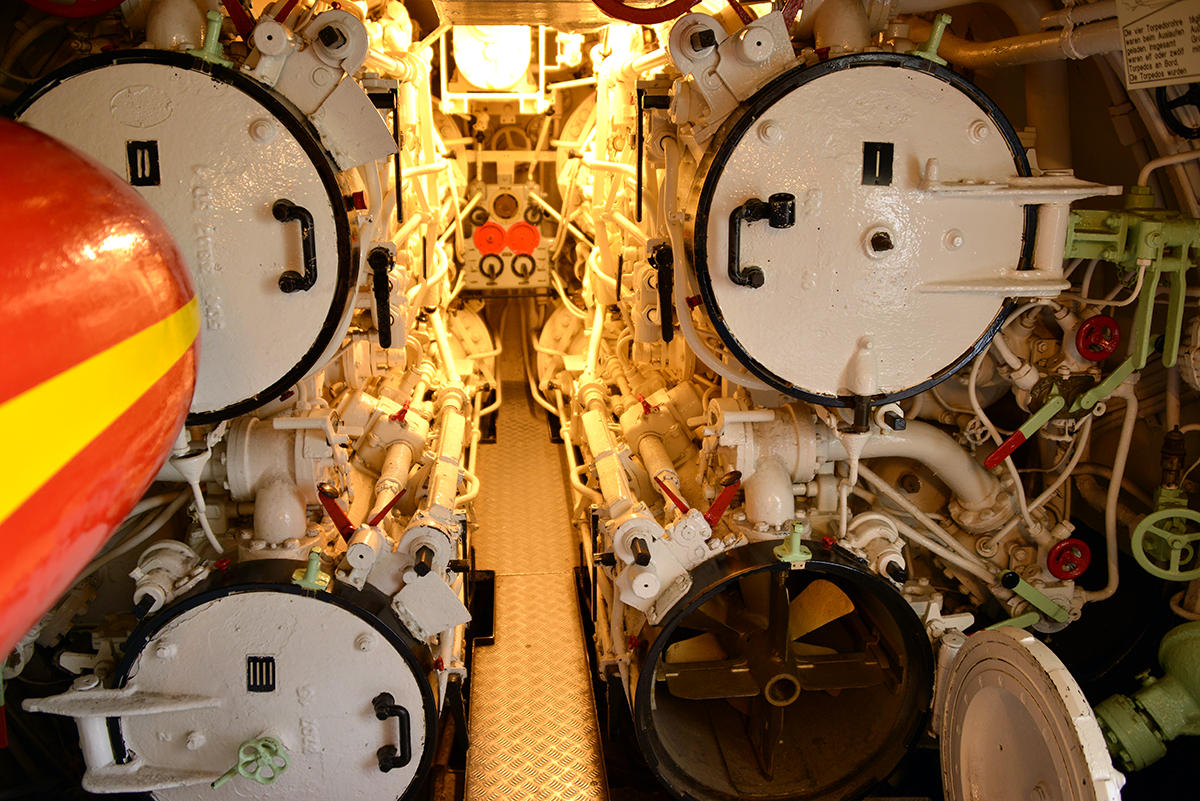
U-995 前方魚雷発射管室
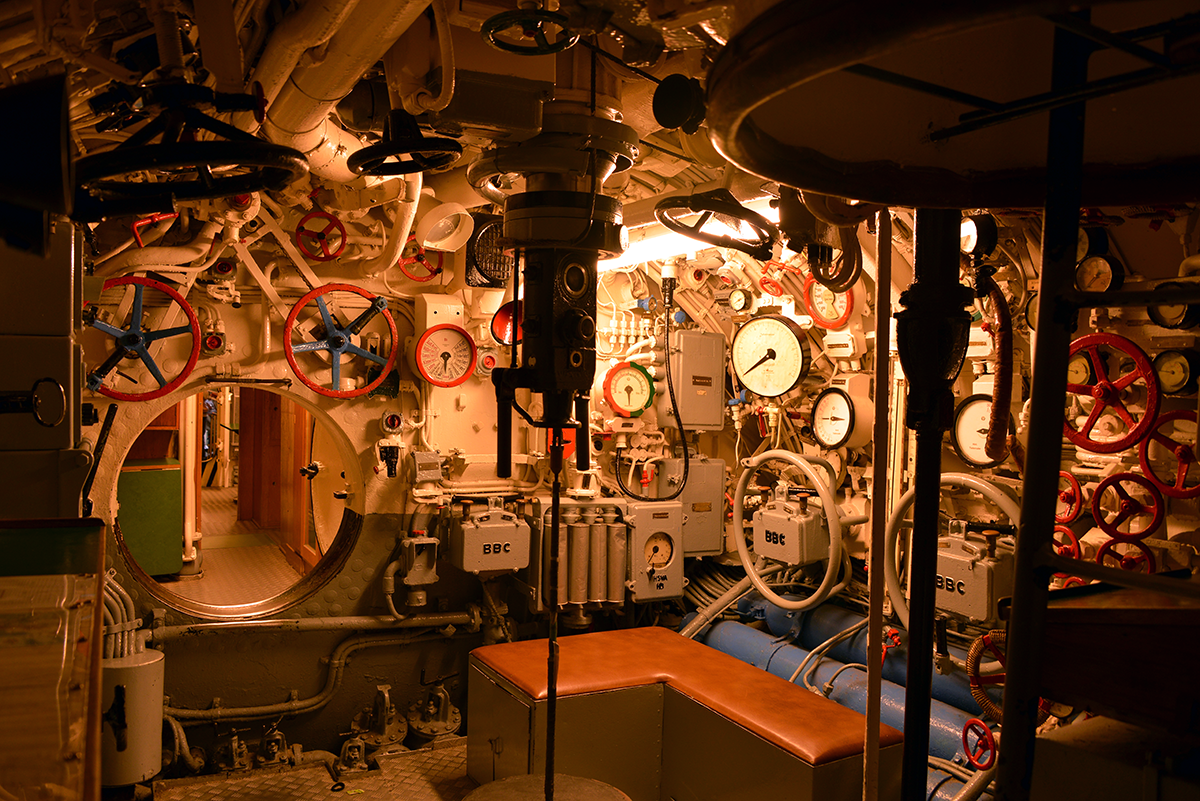
U-995 発令所
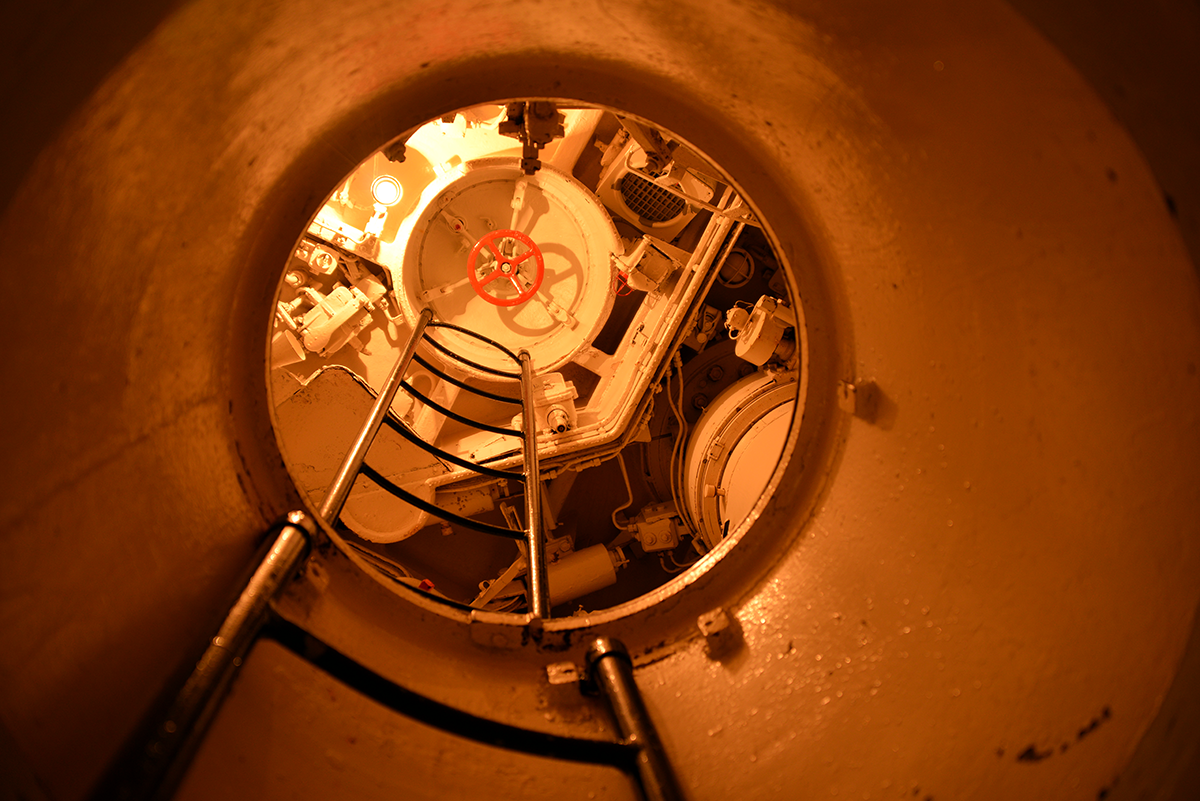
U-995 発令所から見上げたハッチ
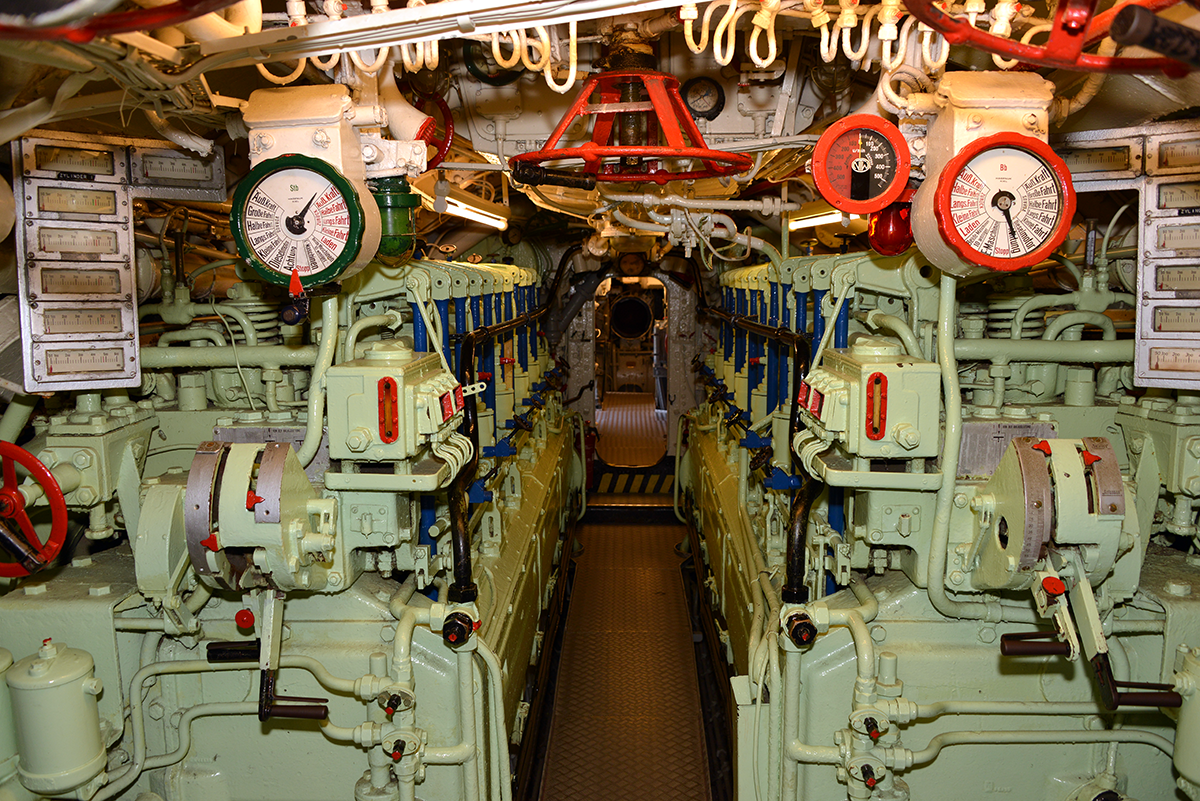
U-995 ディーゼルエンジンルーム
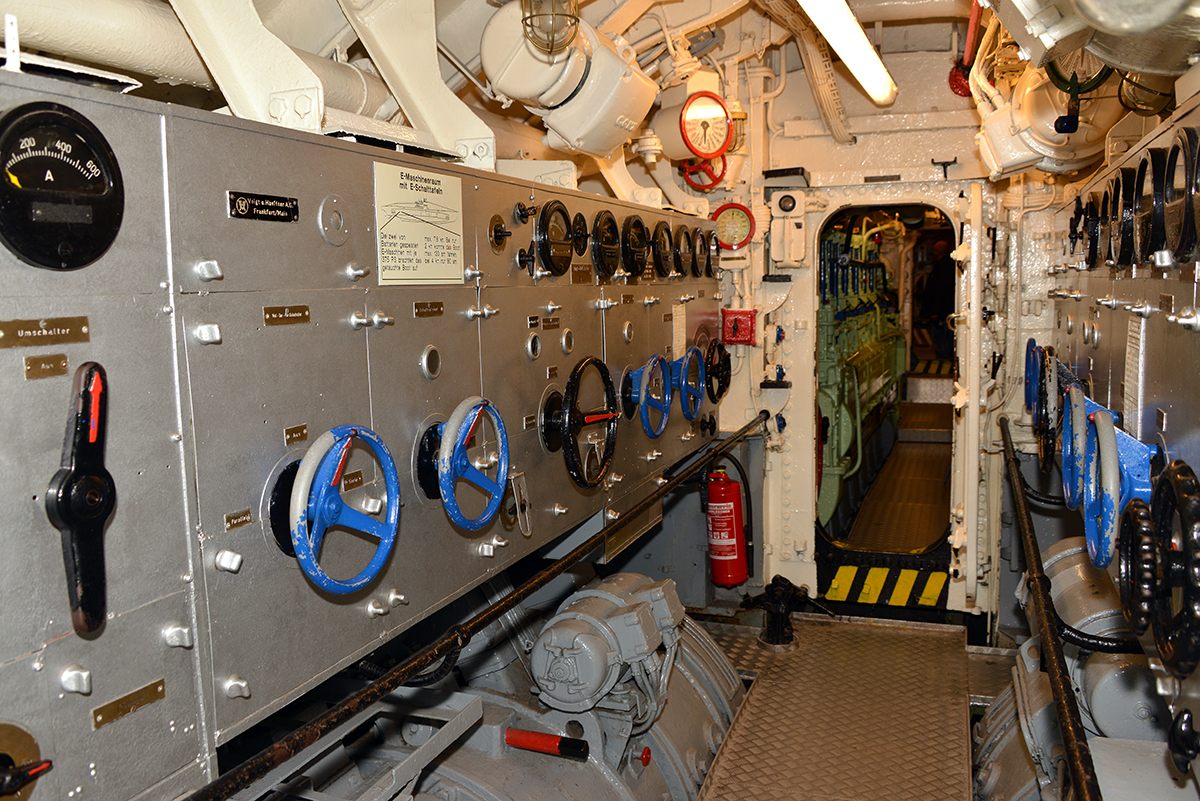
U-995 電動機コンパートメント
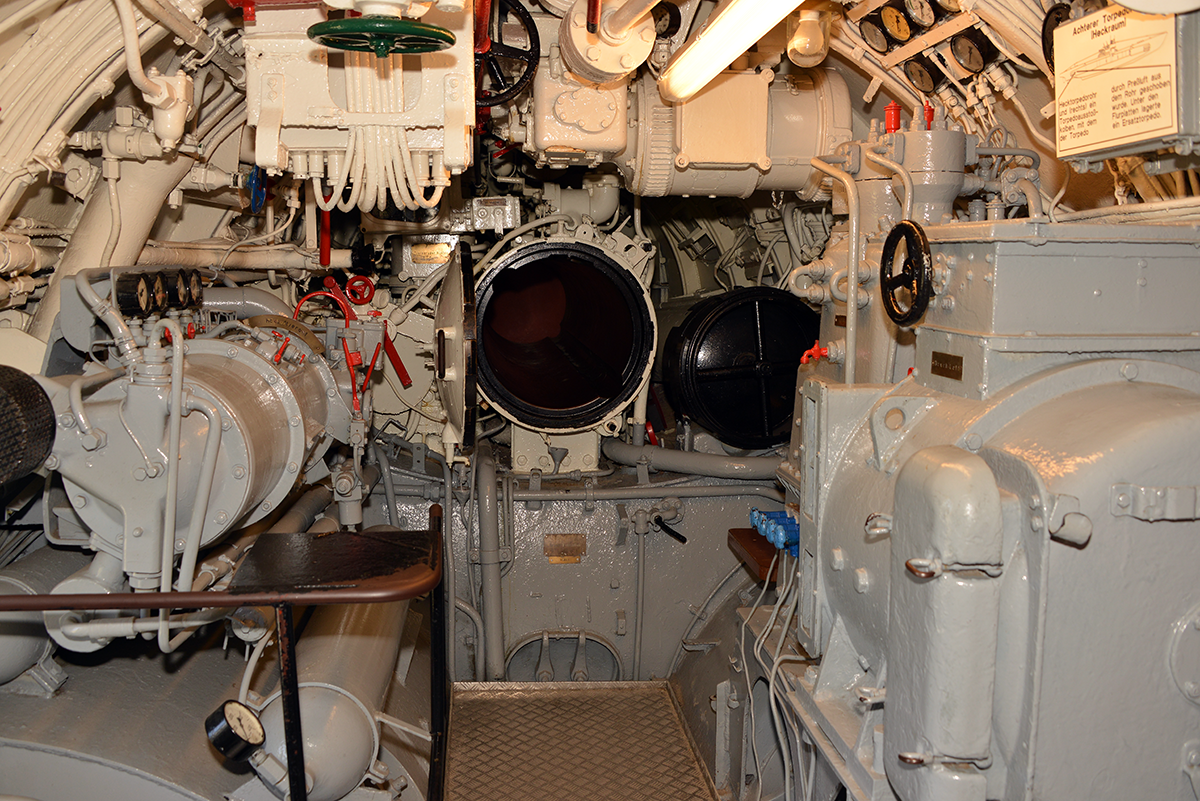
U-995 後部魚雷発射管室